# مسابقات کاراته قهرمانی آسیا ۲۰۱۲
مسابقات کاراته قهرمانی آسیا ۲۰۱۲، یازدهمین دوره مسابقات کاراته قهرمانی آسیا بود که به میزبانی تاشکند، ازبکستان از ۱۴ تا ۱۷ ژوئیه ۲۰۱۲ برگزار شد.

## مدال‌آوران

### مردان
| رویداد        | طلا | نقره | برنز |
| کاتا انفرادی  | Leong Tze Wai · مالزی | Itaru Oki · ژاپن | Chris Cheng · هنگ کنگ                                                                                              |
| کاتا انفرادی  | Leong Tze Wai · مالزی | Itaru Oki · ژاپن | Kuok Kin Hang · ماکائو                                                                                             |
| کاتا تیمی     | ایران · احد شاهین · آرمین روشنی · فرزاد محمدخانلو                                                                             | اندونزی · Aswar · Fidelys Lolobua · Faisal Zainuddin | کره جنوبی · Ahn Jun-seob · Choi Jae-moo · Park Hee-jun                                                             |
| کاتا تیمی     | ایران · احد شاهین · آرمین روشنی · فرزاد محمدخانلو                                                                             | اندونزی · Aswar · Fidelys Lolobua · Faisal Zainuddin | مالزی · Kam Kah Sam · Leong Tze Wai · Lim Chee Wei                                                                 |
| کومیته ۵۵- ک‌گ | Sun Jingchao · چین | Loganeshaa Rao Ramarow · مالزی | Imam Tauhid Ragananda · اندونزی                                                                                    |
| کومیته ۵۵- ک‌گ | Sun Jingchao · چین | Loganeshaa Rao Ramarow · مالزی | Gu Ju-yeong · کرهٔ جنوبی                                                                                            |
| کومیته ۶۰- ک‌گ | Lee Ji-hwan · کرهٔ جنوبی | Darkhan Assadilov · قزاقستان | Shintaro Araga · ژاپن                                                                                              |
| کومیته ۶۰- ک‌گ | Lee Ji-hwan · کرهٔ جنوبی | Darkhan Assadilov · قزاقستان | سعید علیپور · ایران                                                                                                |
| کومیته ۶۷- ک‌گ | Rinat Sagandykov · قزاقستان                                                                                                   | Mukhammadzaid Iminov · ازبکستان | Saadi Abbas Jalbani · پاکستان                                                                                      |
| کومیته ۶۷- ک‌گ | Rinat Sagandykov · قزاقستان                                                                                                   | Mukhammadzaid Iminov · ازبکستان | Kim Do-won · کرهٔ جنوبی                                                                                             |
| کومیته ۷۵- ک‌گ | Ko Matsuhisa · ژاپن | Mohammad Al-Rifi · اردن | Yermek Ainazarov · قزاقستان                                                                                        |
| کومیته ۷۵- ک‌گ | Ko Matsuhisa · ژاپن | Mohammad Al-Rifi · اردن | Ahmad Al-Mesfer · کویت                                                                                             |
| کومیته ۸۴- ک‌گ | علی فداکار · ایران | Rafat Al-Sheikh Ali · سوریه | Mutasembellah Khair · اردن                                                                                         |
| کومیته ۸۴- ک‌گ | علی فداکار · ایران | Rafat Al-Sheikh Ali · سوریه | Jang Min-soo · کرهٔ جنوبی                                                                                           |
| کومیته ۸۴+ ک‌گ | ذبیح‌الله پورشیب · ایران | Khalid Khalidov · قزاقستان | Rustam Ashurov · ازبکستان                                                                                          |
| کومیته ۸۴+ ک‌گ | ذبیح‌الله پورشیب · ایران | Khalid Khalidov · قزاقستان | Hideyoshi Kagawa · ژاپن                                                                                            |
| کومیته تیمی   | ژاپن · Shintaro Araga · Yoshihito Ide · Rikiya Iimura · Hideyoshi Kagawa · Ko Matsuhisa · Hiroto Shinohara · Daisuke Watanabe | مالزی · Shaharudin Jamaludin · Teagarajan Kunasakaran · Kunasilan Lakanathan · Sharmendran Raghonathan · Loganeshaa Rao Ramarow · Senthil Kumaran Selvarajoo · Moenraj Sugumaran | ایران · ابراهیم حسن‌بیگی · ناصر نجفی · سعید احمدی کریانی · سعید فرخی · سجاد گنج‌زاده · سامان حیدری · ذبیح‌الله پورشیب |
| کومیته تیمی   | ژاپن · Shintaro Araga · Yoshihito Ide · Rikiya Iimura · Hideyoshi Kagawa · Ko Matsuhisa · Hiroto Shinohara · Daisuke Watanabe | مالزی · Shaharudin Jamaludin · Teagarajan Kunasakaran · Kunasilan Lakanathan · Sharmendran Raghonathan · Loganeshaa Rao Ramarow · Senthil Kumaran Selvarajoo · Moenraj Sugumaran | چین · Cheng Fei · Cui Wenju · Dong Mingming · Li Haojie · Liu Zhe · Peng Hui · Zhang Yahao                         |

### زنان
| رویداد        | طلا                                                           | نقره                                                                          | برنز                                                                            |
| کاتا انفرادی  | Rika Usami · ژاپن                                             | Nguyễn Hoàng Ngân · ویتنام                                                    | Choi Ji-hye · کرهٔ جنوبی                                                         |
| کاتا انفرادی  | Rika Usami · ژاپن                                             | Nguyễn Hoàng Ngân · ویتنام                                                    | مهسا افسانه · ایران                                                             |
| کاتا تیمی     | ژاپن · Suzuka Kashioka · Yoko Kimura · Miku Morioka           | ایران · الناز تقی‌پور · مهسا افسانه · نجمه قاضی‌زاده                            | ویتنام · Đỗ Thị Thu Hà · Nguyễn Thanh Hằng · Nguyễn Thị Hằng                    |
| کاتا تیمی     | ژاپن · Suzuka Kashioka · Yoko Kimura · Miku Morioka           | ایران · الناز تقی‌پور · مهسا افسانه · نجمه قاضی‌زاده                            | مالزی · Khaw Yee Voon · Lee Xin Yi · Thor Chee Yee                              |
| کومیته ۵۰- ک‌گ | نسرین دوستی · ایران                                           | Hikaru Ono · ژاپن                                                             | Jang So-young · کرهٔ جنوبی                                                       |
| کومیته ۵۰- ک‌گ | نسرین دوستی · ایران                                           | Hikaru Ono · ژاپن                                                             | Sabina Zakharova · قزاقستان                                                     |
| کومیته ۵۵- ک‌گ | Miki Kobayashi · ژاپن                                         | فاطمه چالاکی · ایران                                                          | Lê Bích Phương · ویتنام                                                         |
| کومیته ۵۵- ک‌گ | Miki Kobayashi · ژاپن                                         | فاطمه چالاکی · ایران                                                          | Ma Man Sum · هنگ کنگ                                                            |
| کومیته ۶۱- ک‌گ | Yu Miyamoto · ژاپن                                            | Madina Utelbayeva · قزاقستان                                                  | Yamini Gopalasamy · مالزی                                                       |
| کومیته ۶۱- ک‌گ | Yu Miyamoto · ژاپن                                            | Madina Utelbayeva · قزاقستان                                                  | Niu Conghui · چین                                                               |
| کومیته ۶۸- ک‌گ | Yulanda Asmuruf · اندونزی                                     | پگاه زنگنه · ایران                                                            | Gao Mengmeng · چین                                                              |
| کومیته ۶۸- ک‌گ | Yulanda Asmuruf · اندونزی                                     | پگاه زنگنه · ایران                                                            | Mayumi Someya · ژاپن                                                            |
| کومیته ۶۸+ ک‌گ | حمیده عباسعلی · ایران                                         | Emiko Honma · ژاپن                                                            | Yin Xiaoyan · چین                                                               |
| کومیته ۶۸+ ک‌گ | حمیده عباسعلی · ایران                                         | Emiko Honma · ژاپن                                                            | Dilfuza Akbarova · ازبکستان                                                     |
| کومیته تیمی   | چین · Gao Mengmeng · Niu Conghui · Shi Jianling · Yin Xiaoyan | ویتنام · Bùi Thị Ngân · Lăng Thị Hoa · Lê Bích Phương · Trần Hoàng Yến Phượng | ژاپن · Emiko Honma · Miki Kobayashi · Yu Miyamoto · Mayumi Someya               |
| کومیته تیمی   | چین · Gao Mengmeng · Niu Conghui · Shi Jianling · Yin Xiaoyan | ویتنام · Bùi Thị Ngân · Lăng Thị Hoa · Lê Bích Phương · Trần Hoàng Yến Phượng | ایران · سمانه خوش‌قدم · پگاه زنگنه · لیلا بهرامی · حمیده عباسعلی · سمیرا ملکی‌پور |

## جدول مدال‌ها
| رتبه            | کشور            | طلا | نقره | برنز | مجموع |
| --------------- | --------------- | --- | ---- | ---- | ----- |
| ۱               | ژاپن            | ۶   | ۳    | ۴    | ۱۳    |
| ۲               | ایران           | ۵   | ۳    | ۴    | ۱۲    |
| ۳               | چین             | ۲   | ۰    | ۴    | ۶     |
| ۴               | قزاقستان        | ۱   | ۳    | ۲    | ۶     |
| ۵               | مالزی           | ۱   | ۲    | ۳    | ۶     |
| ۶               | اندونزی         | ۱   | ۱    | ۱    | ۳     |
| ۷               | کرهٔ جنوبی       | ۱   | ۰    | ۶    | ۷     |
| ۸               | ویتنام          | ۰   | ۲    | ۲    | ۴     |
| ۹               | ازبکستان        | ۰   | ۱    | ۲    | ۳     |
| ۱۰              | اردن            | ۰   | ۱    | ۱    | ۲     |
| ۱۱              | سوریه           | ۰   | ۱    | ۰    | ۱     |
| ۱۲              | هنگ کنگ         | ۰   | ۰    | ۲    | ۲     |
| ۱۳              | ماکائو          | ۰   | ۰    | ۱    | ۱     |
| ۱۳              | پاکستان         | ۰   | ۰    | ۱    | ۱     |
| ۱۳              | کویت            | ۰   | ۰    | ۱    | ۱     |
| مجموع (۱۵ کشور) | مجموع (۱۵ کشور) | ۱۷  | ۱۷   | ۳۴   | ۶۸    |